# Schaffhauser Fernsehen
Das Schaffhauser Fernsehen (SHf) ist ein Schweizer Regionalfernsehsender mit Sitz in Schaffhausen.

## Besitz
Das Schaffhauser Fernsehen gehört zum regionalen Verlagshaus Meier + Cie AG, dem auch der Radiosender Radio Munot und die Zeitung Schaffhauser Nachrichten angehören. Daneben gehört die Werbeagentur Meier AG, die Zustellorganisation SCHAZO sowie diverse Magazine und Lokalzeitungen zum Verlagshaus.

## Geschichte des Senders
Das Schaffhauser Fernsehen wurde am 1. April 1994 als Aktiengesellschaft (Schweiz) gegründet und gehört somit zu den ältesten Regionalfernsehen der Schweiz. Erste Fernsehversuche fanden bereits zwischen 1985 und 1992 statt. 2008 wurden vom Bundesamt für Kommunikation BAKOM die Sendegebiete für konzessionierte Regionalfernsehsender neu aufgeteilt. Der Kanton Schaffhausen gehört neu, zusammen mit den Kantonen Zürich und Thurgau, zur Region Zürich-Nordostschweiz. Die neue Konzession ging an den Sender Tele Top. Durch den Wegfall der Konzession verlor das Schaffhauser Fernsehen auch den Anspruch, Gelder aus dem Gebührensplitting zu erhalten. Seit 2008 hat das Schaffhauser Fernsehen den Status eines „gemeldeten TV-Programms“ und ist werbefinanziert. Auf der Suche nach Sparmöglichkeiten, bezog der Sender im Jahre 2011 Redaktionsräume im Gebäude der Meier + Cie AG an der Vordergasse in Schaffhausen. Auch ein neues Fernsehstudio wurde eingerichtet. 2017 wurde das Sendesignal auf HD umgestellt. Seit 2019 werden vermehrt Live-Sendungen wie Konzerte, Abstimmungssendungen und politische Diskussionen übertragen. Auch fanden Anpassungen an der Qualität des Senders und seiner Inhalt statt.

## Verbreitung und Reichweite
Das Schaffhauser Fernsehen wird analog und digital über das regionale Kabelnetz der Sasag AG (Digital Cable Group) im gesamten Kanton Schaffhausen und Teilen vom Kanton Zürich und Kanton Thurgau verbreitet. Der Empfang ist in der gesamten Schweiz via diversen Kabelnetzen (Quickline, Leucom, Kabelfernsehen Romanshorn u. v. m.), als auch via IPTV (Swisscom, Sunrise (Telekommunikationsunternehmen), Zattoo, Init7 u. v. m.) sichergestellt. Über den Jahreswechsel von 2023/2024 erzielte das Schaffhauser Fernsehen einen Zuschauerrekord von ca. 40'000 Haushalten pro Tag. Bereits seit 2019 stiegen die Einschaltquoten jährlich an.

## Sendungen
Das Schaffhauser Fernsehen sendet täglich um 18:00 Uhr die Nachrichtensendung „News“ mit anschliessendem Meteo sowie dem bekannten Talk-Format "Hüt im Gschpröch" und einer Zweit-Sendung. Somit ist die erste halbe Sendestunde stark auf die Region ausgerichtet. Die tägliche Stunde an TV-Programm wird bis zum nächsten Tag um 18:00 Uhr wiederholt. Dazwischen kann es zu Anpassungen im Programm kommen, z. B. für Live-Schaltungen aus dem Studio von Radio Munot und Live-Übertragungen von Sportanlässen.
Weitere Sendungen sind:
- Hüt im Gschpröch, Gesprächssendung
- Leute, People-Sendung
- Das Blocher-Prinzip, Gesprächssendung mit Altbundesrat Christoph Blocher (wird auch auf teleblocher.ch ausgestrahlt)
- En Gedanke am Wuchenend & TV Gottesdienste, Religionssendung
- Tierisch, Tiersendung
- ImmoTV, Gesprächssendung
- Kochrausch, Kochsendung
- GlobeTV, Dauerwerbesendung
- SportDate, Sport-Talk
- FokusKMU, Wirtschaftssendung